# 李海鹰 (企业家)
李海鹰（1961年6月—），河南开封人，汉族。中华人民共和国企业家、政治人物，四川航空集团有限责任公司党委书记、董事长，第十三届全国人民代表大会四川地区代表。

## 生平
2018年2月24日，当选为第十三届全国人大代表。